# 尤塞魮
尤塞魮（学名：Barbus usambarae）為輻鰭魚綱鯉形目鯉科魮屬的其中一個種，於1907年由Einar Lönnberg描述。分布於非洲坦尚尼亞Tanga氾濫區，體長可達2.9公分。

## 扩展阅读
維基物種上的相關：尤塞魮